# Люршау
Люршау (нем. Lürschau) — община в Германии, в земле Шлезвиг-Гольштейн. Входит в состав района Шлезвиг-Фленсбург. Подчиняется управлению Шуби. Занимает площадь 16,51 км².

## Население
| Год  | Численность |
| ---- | ----------- |
| 2010 | 1139        |

| Год  | Численность | Численность |
| ---- | ----------- | ----------- |
| 1975 | 817         | [ 4 ]       |
| 2017 | 1090        | [ 1 ]       |
| 2019 | 1100        | [ 5 ]       |
| 2021 | 1081        | [ 6 ]       |
| 2022 | 1074        | [ 7 ]       |
| 2023 | 1095        | [ 2 ]       |